# Vindobona

Mapa obozu i okolic (ok. 250 r.)

Vindobona – rzymski obóz Castrum Vindobona, założony na początku II w. w prowincji Noricum na prawym brzegu Dunaju – w miejscu, w którym później rozwinął się Wiedeń.
Przez Vindobonę i Carnuntum przechodziła jedna z odnóg szlaku bursztynowego.
W 180 w Vindobonie zmarł cesarz Marek Aureliusz, tam też w 180 r. cesarz Kommodus zawarł pokój z Markomanami i Kwadami, kończący wojny markomańskie.
Obóz został zniszczony w V w. przez plemiona germańskie.